# Демня (спортивно-культурний клуб)
 СКК «Демня» — аматорський футбольний клуб, який представляє у Чемпіонаті Львівщини село Демня Миколаївського району. У чемпіонаті Львівської області команда виступає із 2011 року. Віце-чемпіон області 2015 року.
Фіналіст кубка Львівської області — 2013. Бронзовий призер серед команд першої ліги Львівщини — 2012 рік. Фіналіст турніру пам'яті Ернеста Юста — 2014. Учасник кубка України серед аматорів — 2013 року(1/8 фіналу)

## Історія
До 2010 року в Чемпіонаті Миколаївського району село представляв культурно-спортивний клуб «Скала», який був аутсайдером навіть районної першості.
Та все змінилось 2010 року. І все здебільшого завдяки тому, що покращилося фінансування спортивно-культурного клубу: у Демні запрацювала кролеферма, яка стала головним спонсором, а її керівник Володимир Мудрий — президентом клубу. Культурно-спортивний клуб «Скала», який діяв до 2010 року, був офіційно переоформлений у Спортивно-культурний клуб «Демня». Відтак, демнянський футбол почав прогресувати. Цього ж року СКК «Демня» взяла участь в обласній лізі чемпіонів та здобула срібні нагороди районної першості. В 2011 році команда вирішила спробувати свої сили в чемпіонаті області. Заодно робили капітальну реконструкцію стадіону. Завдяки старанням демнянських ентузіастів та при великій допомозі Володимира Мудрого Демня тепер може похвалитися чи не найкращим стадіоном у районі. Під час капітального ремонту тут встановили пластикові сидіння на 300 осіб, відремонтували роздягальні, зробили душові, підвели до них гарячу воду, переорали газон і зробили його за новою технологією, регулярно поливають.
В дебютному чемпіонаті команда обома складами посіла друге місце у групі і здобула право позмагатися за третє місце в Першій лізі(Д3), та поступилася більш досвідченим суперникам як дорослим складом, так і юнацьким. Але вже в 2012 році команда посіла перше місце в групі «В» Першої ліги(Д2) та у фінальній пульці виборола бронзові медалі серед шести фіналістів. Тим самим отримавши право 2013 року стартувати у Прем'єр-лізі Львівської області.
У розіграші Кубка України 2017—2018 клуб пройшов дві попередні стадії, здолавши спочатку ФК «Дніпро» (Дніпро) 2:1 в додатковий час та «Полісся» (Житомир) 1:0. На стадії 1/16 фіналу зустрілися з клубом ФК "Львів", поступившись у меншості, з рахунком 2:1.

Результати виступів команди у чемпіонатах області
| Сезон | Ліга                      | Місце   | І  | В  | Н | П  | РМ    | О  |
| ----- | ------------------------- | ------- | -- | -- | - | -- | ----- | -- |
| 2011  | Перша ліга(Д-3) Група «Б» | 2 із 11 | 20 | 13 | 2 | 5  | 58-29 | 41 |
| 2011  | Фінал за 3 місце:         | 4       | 2  | 0  | 1 | 1  | 1-2   | 1  |
| 2012  | Перша ліга(Д-2) Група «В» | 1 із 12 | 22 | 16 | 5 | 1  | 62-18 | 53 |
| 2012  | Фінальний етап:           | 3 із 6  | 10 | 6  | 1 | 3  | 19-12 | 19 |
| 2013  | Прем'єр-ліга (Д-1)        | 7 із 12 | 22 | 7  | 4 | 11 | 31-34 | 25 |

## Склад команди
Футболісти, які виступали в чемпіонаті області 2015 року:
Воротарі:
| Гравець            | Р. н. | Ігор | М'ячів (пропу- щено) | Ж/Ч карток |
| ------------------ | ----- | ---- | -------------------- | ---------- |
| Кирик Сергій       | 1990  | 6    | 1                    | -          |
| Крашевський Андрій | 1980  | 16   | 10                   | 1          |

Польові:
| Гравець               | Р. н. | Ігор | М'ячів | Ж/Ч карток |
| --------------------- | ----- | ---- | ------ | ---------- |
| Багдай Роман          | 1995  | 16   | 1      | 1          |
| Барабаш Віктор        | 1997  | 3    | -      | -          |
| Біловус Віталій       | 1991  | 8    | -      | -          |
| Борик Андрій          | 1996  | 11   | 1      | 2          |
| Витак Ігор            | 1990  | 7    | 1      | 1          |
| Войтович Юрій         | 1979  | 17   | 1      | 2          |
| Гусак Мирослав        | 1994  | 18   | -      | 3          |
| Демків Тарас          | 1991  | 17   | -      | 3          |
| Диня Іван             | 1996  | 2    | -      | -          |
| Дорошенко Валерій     | 1992  | 14   | 1      | 2          |
| Кухарський Андрій     | 1988  | 16   | 2      | 3          |
| Малецький Назарій     | 1991  | 8    | 2      | 2          |
| Николишин Тарас       | 1991  | 4    | -      | -          |
| Омельченко Олексій    | 1989  | 9    | 3      | -          |
| Патуляк Віталій       | 1996  | 4    | 2      | -          |
| Підвірний Володимир   | 1990  | 9    | 1      | 3          |
| Покладок Юрій         | 1993  | 16   | 10     | 3          |
| Самолюк Ростислав     | 1984  | 17   | 2      | -          |
| Сеньків Тарас         | 1990  | 10   | 1      | 2          |
| Слука Богдан          | 1988  | 12   | 1      | 4          |
| Теплий Віталій-Дмитро | 1998  | 7    | -      | 3          |
| Теплий Ігор           | 1983  | 11   | -      | 2          |
| Теплий Олег           | 1981  | 18   | 4      | -          |
| Товкацький Василь     | 1985  | 8    | 1      | 1          |
| Чоба Василь           | 1990  | 7    | -      | 2          |
| Яремчук Олександр     | 1992  | 7    | -      | -          |

Головний тренер: Котовенко Павло